# Ophiochytra epigrus
Ophiochytra epigrus is een slangster uit de familie Ophiuridae.
De wetenschappelijke naam van de soort werd in 1880 gepubliceerd door Theodore Lyman.